# Kawabeia razowskii
Kawabeia razowskii is een vlinder uit de familie van de bladrollers (Tortricidae). De wetenschappelijke naam van de soort werd in 1963 als Tortricodes razowskii gepubliceerd door Atsushi Kawabe.